# Lauderu pagasts
Lauderu pagasts er en territorial enhed i Zilupes novads i Letland. Pagasten etableredes i 1945, havde 400 indbyggere i 2010 og omfatter et areal på 75,02 kvadratkilometer. Hovedbyen i pagasten er Lauderi.